# Cedro, Novi Meksiko
Cedro je popisom određeno mjesto u okrugu Bernalillu u američkoj saveznoj državi Novom Meksiku. Prema popisu stanovništva SAD 2010. ovdje je živjelo 430 stanovnika. Dio je albuquerqueanskog metropolitanskog statističkog područja.

## Zemljopis
Nalazi se na 35°1′19″N 106°21′11″W / 35.02194°N 106.35306°W. Prema Uredu SAD-a za popis stanovništva, zauzima 13,80 km2 površine, sve suhozemne.
Na jugu graniči s Ponderosom Pine.
Središte Cedra je u klancu Cedru na jugu Manzana jugoistočno od Albuquerquea. Državna cesta Novog Meksika br. 337 vodi kroz klanac do Cedra, do 10 km udaljenog Tijeras odakle se 23 km međudržavnom cestom br. 40 ide do središta Albuquerquea.

## Stanovništvo
Prema podatcima popisa 2010. ovdje je bilo 430 stanovnika, 197 kućanstava od čega 119 obiteljskih, a stanovništvo po rasi bili su 89,5% bijelci, 0,2% "crnci ili afroamerikanci", 0,7% "američki Indijanci i aljaskanski domorodci", 0,7% Azijci, 0,0% "domorodački Havajci i ostali tihooceanski otočani", 7,0% ostalih rasa, 1,9% dviju ili više rasa. Hispanoamerikanaca i Latinoamerikanaca svih rasa bilo je 21,9%.